# Heidelbeer-Palpenspanner

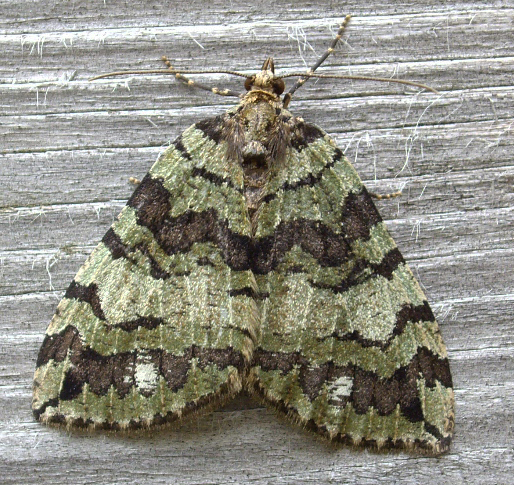
Hydriomena furcata01

Der Heidelbeer-Palpenspanner (Hydriomena furcata) ist ein Schmetterling (Nachtfalter) aus der Familie der Spanner (Geometridae).

## Merkmale
Diese sehr variable Spannerart ist schwer allgemein zu beschreiben, da ihre Färbung von olivgrün zu grau, graubraun und rötlichbraun wechselt. Die Bänderung ist rotbraun bis schwärzlich mit weißlichen Flecken und dunklen Sprenkeln. Am vorderen Flügelrand knickt die äußere quere Linie deutlich nach innen ab die unterseits deutlich erkennbar ist. Dies ist ein wichtiges Unterscheidungsmerkmal zu ähnlichen Arten.
Die Kiefertaster sind um das 1,5fache kürzer als der Durchmesser der Augen. Die Flügelspannweite der Falter beträgt 23 bis 35 Millimeter.
Die Raupen sind dorsal dunkelgrau und ventral dunkelrot gefärbt mit weißen Seitenstreifen. Junge Raupen spinnen Triebspitzen, ältere spinnen Blätter der Nahrungspflanze zusammen, in denen sie dann tagsüber ruhen.
Die Puppen sind 10 bis 14 Millimeter lang und 3 bis 3,8 Millimeter breit, sie sind rotbraun gefärbt und glänzend. Die Rüsselscheide ist ein wenig kürzer als die Mittelbeine und Antennenscheiden. Das zehnte Abdominalsegment ist deutlich gewölbt, das Labium mittelgroß. Eine sichere Unterscheidung von verwandten Arten ist anhand der Borsten am Kremaster möglich.

### Ähnliche Arten
Die immense Variabilität in Zeichnung und Färbung führte dazu, dass bei Hydriomena furcata viele taxonomisch wertlose Formen beschrieben wurden.
Der Heidelbeer-Palpenspanner weicht trotz seiner sehr großen Variabilität von den beiden ähnlichen Arten Hydriomena ruberata und Hydriomena impluviata so erheblich in der Zeichnungsanlage ab, dass auch dunkle Formen bestimmbar sind. Der Heidelbeer-Palpenspanner ist unruhiger gezeichnet als der Erlen-Palpenspanner (Hydriomena impluviata), der auch schon früher (Mai–Juli) fliegt. Beide Arten weisen einen dunklen Apikalstrich in der Zeichnung des Vorderflügels auf, das Zeichnungsmuster ist aber insgesamt deutlich anders. In Zweifelsfällen können Männchen an der Form der Genitalanhänge unterschieden werden, außerdem sind die Palpen deutlich kürzer.
Die Raupen von Hydriomena impluviata und Hydromenia ruberata treten vom Hochsommer bis in den Herbst auf, diejenigen von Hydromenia furcata von April bis Juli.

## Geographische Verbreitung und Vorkommen
Der Heidelbeer-Palpenspanner ist in Heidelbeerwäldern und Moorgebieten subalpiner und montaner Regionen zu finden. Die Gesamtverbreitung erstreckt sich von der Iberischen Halbinsel über West- und Mitteleuropa ostwärts bis nach Ostasien und auch in Nordamerika.

## Lebensweise
Die Hauptflugzeit der Falter erstreckt sich in Süddeutschland von Ende Juni bis Anfang August–September. Die Falter sind dämmerungs- und nachtaktiv und fliegen ans Licht. Die Weibchen legen ihre Eier meist in kleinen Gruppen auf die Blattunterseite von Heidelbeeren (Vaccinium myrtillus).
Die Raupen sind vom Frühjahr bis Anfang Juli in Feuchtgebieten, Wäldern und Mooren zu finden und ernähren sich von Heidelbeere (Vaccinium myrtillus) oder Sal-Weide (Salix caprea), Hasel (Corylus avellana), Rosen (Rosa sp.), Espe (Populus tremula) u. a. Das Ei bzw. die im Ei bereits entwickelte Raupe überwintert und ist im Mai ausgewachsen. Sie lebt in einem Gehäuse aus zusammengesponnenen Blättern.
Falter und Raupen meiden trockene Stellen.
In manchen Jahren tritt sowohl der Falter als auch die Raupe in Massen auf.

## Systematik
Aus der Literatur sind folgende Synonyme bekannt:
- Cidaria elutaria Boisduval, 1840
- Geometra elutata Hübner, [1799]
- Phalaena fuscoundata Donovan, 1806
- Cidaria shibiyae Matsamura, 1925
- Phalaena sordidata Fabricius, 1794
- Larentia sordidata Fabricius, 1794 (von lat. sordidus  – schmutzig)[8]

## Belege
1. ↑  Manfred Koch, Wolfgang Heinicke: Wir bestimmen Schmetterlinge. 3. Auflage. Neumann, Radebeul 1991, ISBN 3-7402-0092-8, S. 628.
2. ↑  Jan Patočka (1995): Die Puppen der Spanner (Lepidoptera, Geometridae) Mitteleuropas. Unterfamilie Larentiinae, Tribus Hydriomenini, Rheumapterini, Euphyini, Operophterini und Perizomini. Bonner zoologische Beiträge 45 (3–4): 231—258.
3. ↑  Hydriomena furcata (THUNBERG & BORGSTROEM, 1784). Lepiforum e. V.: Bestimmungshilfe des Lepiforums für die in Deutschland, Österreich und der Schweiz nachgewiesenen Schmetterlingsarten., abgerufen am 7. April 2013.
4. 1 2  Ludger Wirooks & Bernhard Theissen (1999): Wiederfund von Hydriomena ruberata (Freyer, 1831) in der Eifel sowie einige Anmerkungen zur Determination der Arten aus der Gattung Hydriomena
(Lep., Geometridae). Melanargia 11 (2): 139–142.
5. ↑  Günter Ebert (Hrsg.): Die Schmetterlinge Baden-Württembergs. 1. Auflage. Band 8. Nachtfalter VI. Spanner (Geometridae) 1. Teil. Eugen Ulmer, Stuttgart 2001, ISBN 3-8001-3497-7, S. 398–401.
6. ↑  Malcolm J. Scoble: Geometrid moths of the world. A catalogue (Lepidoptera: Geometridae). Apollo Books, Stenstrup, 1999, ISBN 0-643-06304-8, S. 458
7. ↑  Hydriomena furcata bei Fauna Europaea. Abgerufen am 7. April 2013
8. ↑  Arnold Spuler: Die Schmetterlinge Europas. II. Band Schweizerbart’sche Verlagsbuchhandlung, Stuttgart 1910, S. 64L